# Cai Biarxe
Cai Biarxe (em avéstico: Kauui Biiaršan; em árabe: Kay Biyarš ou Kay Beh-Arš) é uma figura mitológica do folclore iraniano e tradição oral, membro da semi-lendário dinastia caiânida.

## Vida
Cai Biarxe participou na batalha final contra Afrassíabe do Turanistão no tempo de Caicosroes e, segundo Tabari, era governador da Carmânia e regiões circundantes. Era filho de Cai Abivé ou Caicobado e teve alguns irmãos, cujos nomes variam em cada fonte. A Criação Original e Dencarde afirmam que Abivé era pai de quatro filhos (Cai Araxe, Cai Biarxe, Cai Pisim, Caicaus), enquanto fontes muçulmanas fazem várias distorções: Tabari cita Cai Araxe como filho de Cai Abivé, mas também coloca os quatro irmãos, mais Cai Abibe, como filhos de Caicobado, uma versão que Balami segue; Abu Hanifa de Dinavar diz que Caicaus, Cai Abivé e Cai Caivas (Cai Araxe?) eram filhos de Caicobado; a Épica dos Reis de Ferdusi e Gardizi citam os quatro irmãos da Criação Original (trocando o nome de um deles para Cai Armine ou Cai Arxexe dependendo da leitura) como filhos de Caicobado; Taalebi coloca Cai Araxe como filho de Caicobado, mas Caicaus como seu filho e sucessor; Hâmeza e Albiruni (com Macdeci) registram, respectivamente, Cai Pisim e Caicaus como filhos de Cai Abivé; a crônica do século XII Moǰmal al-tawāriḵ pôs Caicaus, Cai Paxine, Cai Arxexe e Cai Araxe como filhos de Caicobado, mas noutra versão, da mesma obra, Caicaus era filho de Cai <ʾfrh>, filho de Caicobado.